# NANA BEST
NANA BEST es una compilación de los grandes éxitos musicales del anime llamado Nana, interpretados por ANNA TSUCHIYA inspi' NANA (BLACK STONES) y OLIVIA inspi' REIRA (TRAPNEST). El álbum fue lanzado el día 21 de marzo del año 2007 en una edición regular del álbum y una edición limitada con DVD; todo esto bajo el sello cutting edge.

## Información
Este es el último lanzamiento musical del anime Nana después de varios sencillos inspi' de Anna Tsuchiya y OLIVIA, y los posteriores álbumes lanzados por estas dos cantantes inspirados en Nana Ōzaki y Reira Serizawa, respectivamente. Prácticamente todos los temas incluidos en el disco ya habían sido lanzados en lanzamientos previos, y algunos temas previamente exclusivos fueron incluidos. Estos temas son en total cinco: El quinto ending del anime, "stand by me" y también un cover del tema "Anarchy In The UK" originalmente de la banda Sex Pistols y una versión studio live de "LUCY", interpretados por Anna Tsuchiya, y de OLIVIA el tema "Nothing's gonna take my love" y una grabación en vivo de "Recorded Butterflies".
El DVD de ediciones limitadas de NANA BEST incluyen vídeos animados de Nana con la música de Anna y OLIVIA. Los openings y endings de la serie son incluidos en versiones sin créditos ni voces extras, y aparte vídeos exclusivos para algunos de los temas. El álbum fue lanzado una semana antes de que saliera al aire el último capítulo de la primera y única temporada del anime.

## Canciones
1. Rose / ANNA TSUCHIYA inspi' NANA (BLACK STONES)
Primer tema opening
2. A Little Pain / OLIVIA inspi' REIRA (TRAPNEST)
Primer tema ending
3. Zero / ANNATSUCHIYA inspi' NANA (BLACK STONES)
Tema tema interior
4. Wish / OLIVIA inspi' REIRA (TRAPNEST)
Segundo tema opening
5. Starless Night / OLIVIA inspi' REIRA (TRAPNEST)
Segundo tema ending
6. 黒い涙 (Kuroi Namida) / ANNA TSUCHIYA inspi' NANA (BLACK STONES)
Tercer tema ending
7. LUCY / ANNA TSUCHIYA inspi' NANA (BLACK STONES)
Tercer tema opening
8. Stand By Me / ANNA TSUCHIYA inspi' NANA (BLACK STONES)
Quinto tema ending
9. Shadow of Love / OLIVIA inspi' REIRA (TRAPNEST)
Tema interior
10. Winter Sleep / OLIVIA inspi' REIRA (TRAPNEST)
Cuarto tema ending
＜NANA BEST SPECIAL TRACKS＞
ANNA TSUCHIYA inspi' NANA (BLACK STONES)
11. ANARCHY IN THE UK
12. LUCY ～Studio Live Version～
OLIVIA inspi' REIRA (TRAPNEST)
13. Nothing's gonna take my love
14. Recorded Butterflies ～Live Version～

- Datos: Q843897